# SP セキュリティポリス
『SP セキュリティポリス』（エスピー セキュリティポリス）は、国友やすゆきによる日本の漫画。『ビッグコミック』（小学館）にて連載された。

## 概要
SPだった同僚が警護対象者を守るために殉職したのを機に、1人の刑事が命を張って守るものは何かを知るためにSPになり、警護対象者を警護するストーリー。
「SP志願編」、「野党党首警護編」、「小国大統領警護編」、「アメリカ合衆国商務次官警護編」が描かれている。

## 登場人物

### 主要人物
前田猛志
警視庁西南署捜査一課警察官。階級は巡査部長。かつては捜査一課所属。
警護をするにあたって、情に流されたくないが情がわかることを心がけている。
峰島
警視庁警備課に所属するSPで班長格を務める。階級は警部。
警護をするにあたって、常に冷静沈着。
飯田真一
警視庁警備課に所属するSP。階級は巡査部長。SPに転属になる前は警視庁西南署捜査一課で前田とコンビを組んでいた。

### 警察官等
堂上
警察学校教官。
浦賀
警視庁警備課第三係係長。
岡崎
警視庁警備課第四係係長。
戸塚、早川、安野、三木、遠藤、山田
警視庁警備課SP。

### 警察官周辺
飯田真樹子
飯田真一の妻。
優子
前田猛志の婚約者。

### 警護対象者等
黒河
警察OB。
関広人
主民党党首。
田崎
関広人の秘書。
平山満
マスコミゴロ。
関敦男
関広人の息子。
ハマム・シトア
ラバウ共和国大統領。
ジュデイ・バクスター
アメリカ合衆国商務次官。
ロバート・ローグ
アメリカ合衆国商務次官補。